# Grand Street (línea Canarsie)
Grand Street o la Calle Grand es una estación en la línea Canarsie del Metro de la Ciudad de Nueva York de la división B del Brooklyn–Manhattan Transit Corporation. La estación se encuentra localizada en East Williamsburg, Brooklyn entre la Avenida Graham y la Avenida Metropolitan. La estación es servida en varios horarios por los trenes del Servicio .

## Enlaces externos

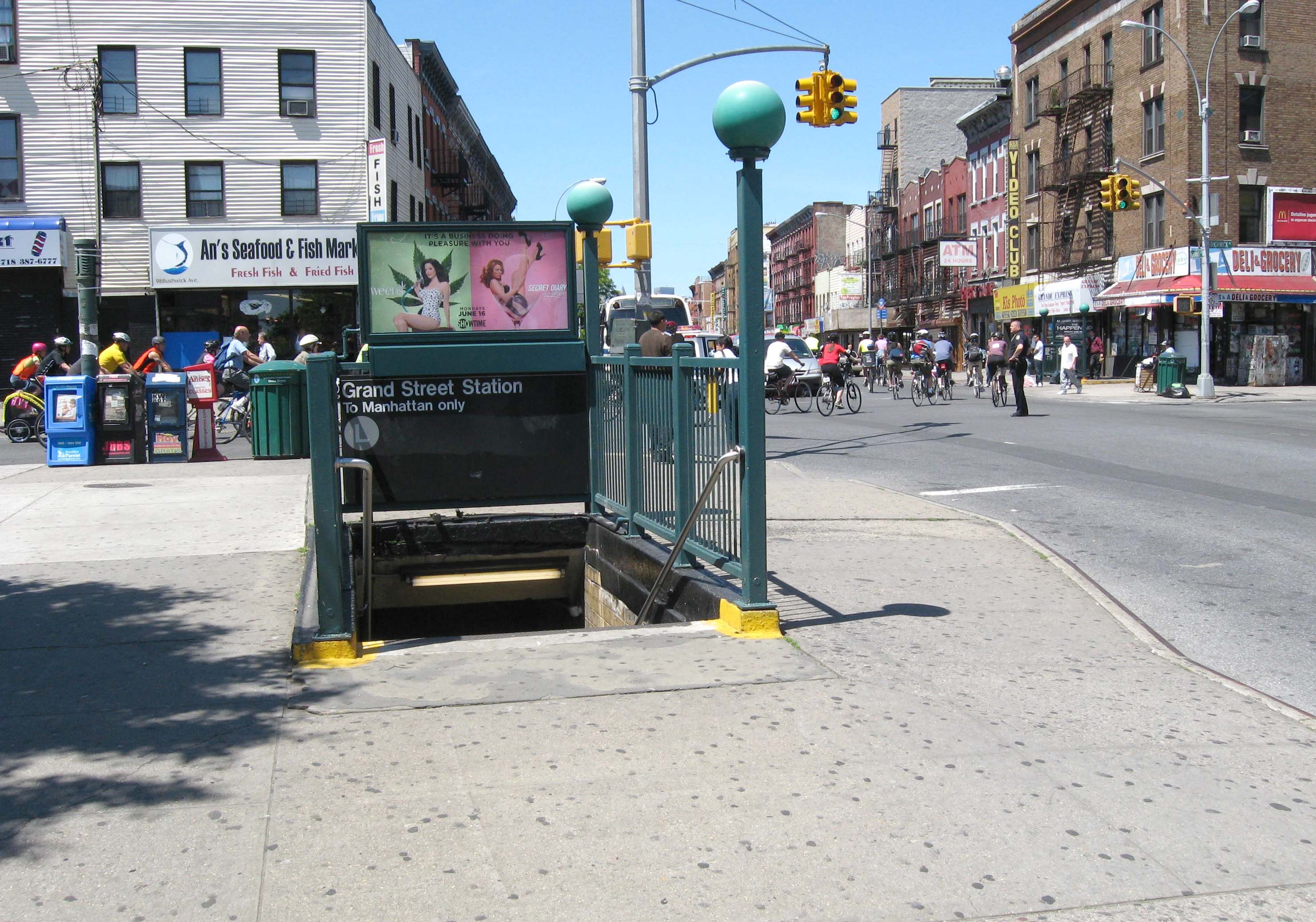
Escalera de la estación.